# Hypselosaurus
Hypselosaurus (significa "lagarto alto", do grego antigo ὑψηλός que significa "alto" e σαυρος que significa "lagarto") foi um grande dinossauro de 8,2 metros de comprimento, do grupo dos titanossauros saurópodes que viveram na Europa durante o Cretáceo Superior, há cerca de 70 a 65 milhões de anos.
A espécie foi cientificamente descrita pelo geologista Pierre Émile Philippe Matheron em 1846 e oficialmente nomeado em 1869, com base em fragmentos remanescentes do Cretáceo Superior encontrados em Provence na França. Matheron achava que o animal era um crocodilo gigante.
As pernas do Hypselosaurus eram proporcionalmente robustas ao seu tamanho. Ovos atribuídos ao animal por Matheron e Paul Gervais foram encontrados na França em 1846, o primeiro achado verdadeiro de fósseis desse tipo, mas só foram reconhecidos como de dinossauros depois de muitas décadas. Os ovos são de um tamanho grande incomum; cerca de 30 cm de diâmetro. Os estudos para a datação dos fósseis permanecem inconclusivos com os resultados variando de poucas décadas até centenas de anos.

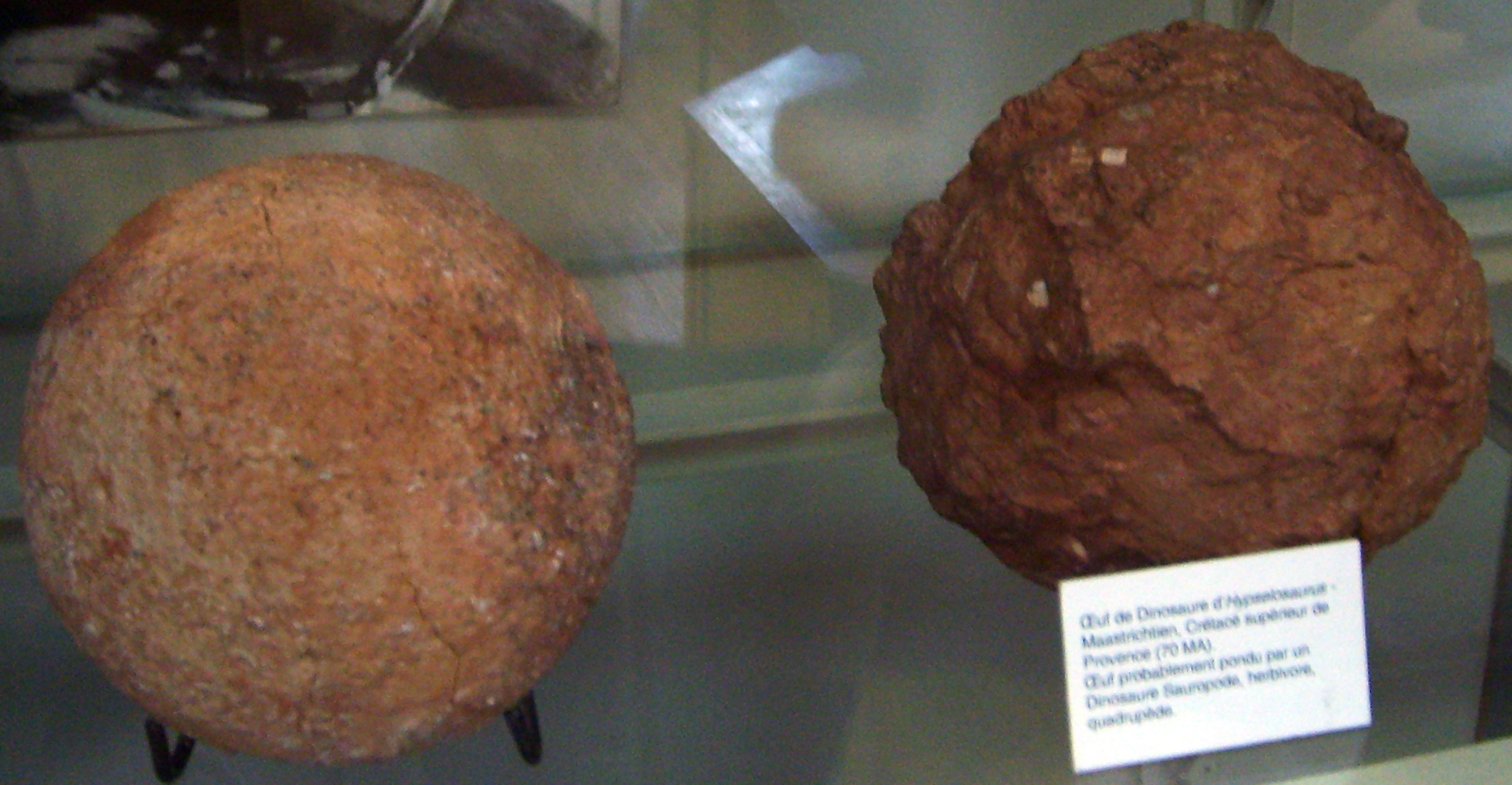
Ovos de Hypselosaurus, Muséum national d'histoire naturelle, Paris
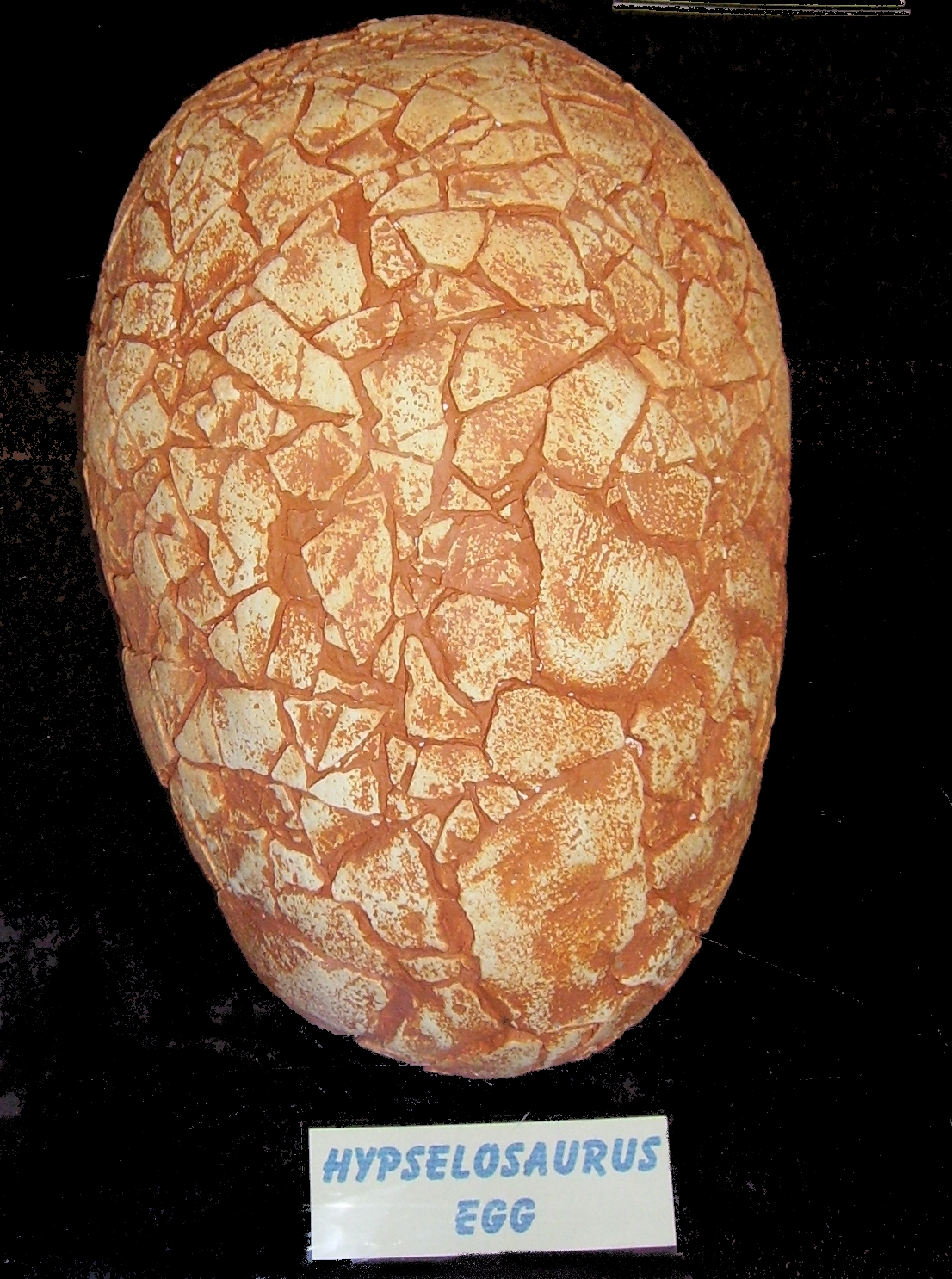
Um ovo de Hypselosaurus de Dinosaurland, Lyme Regis - (Inglaterra).